# Blablacar

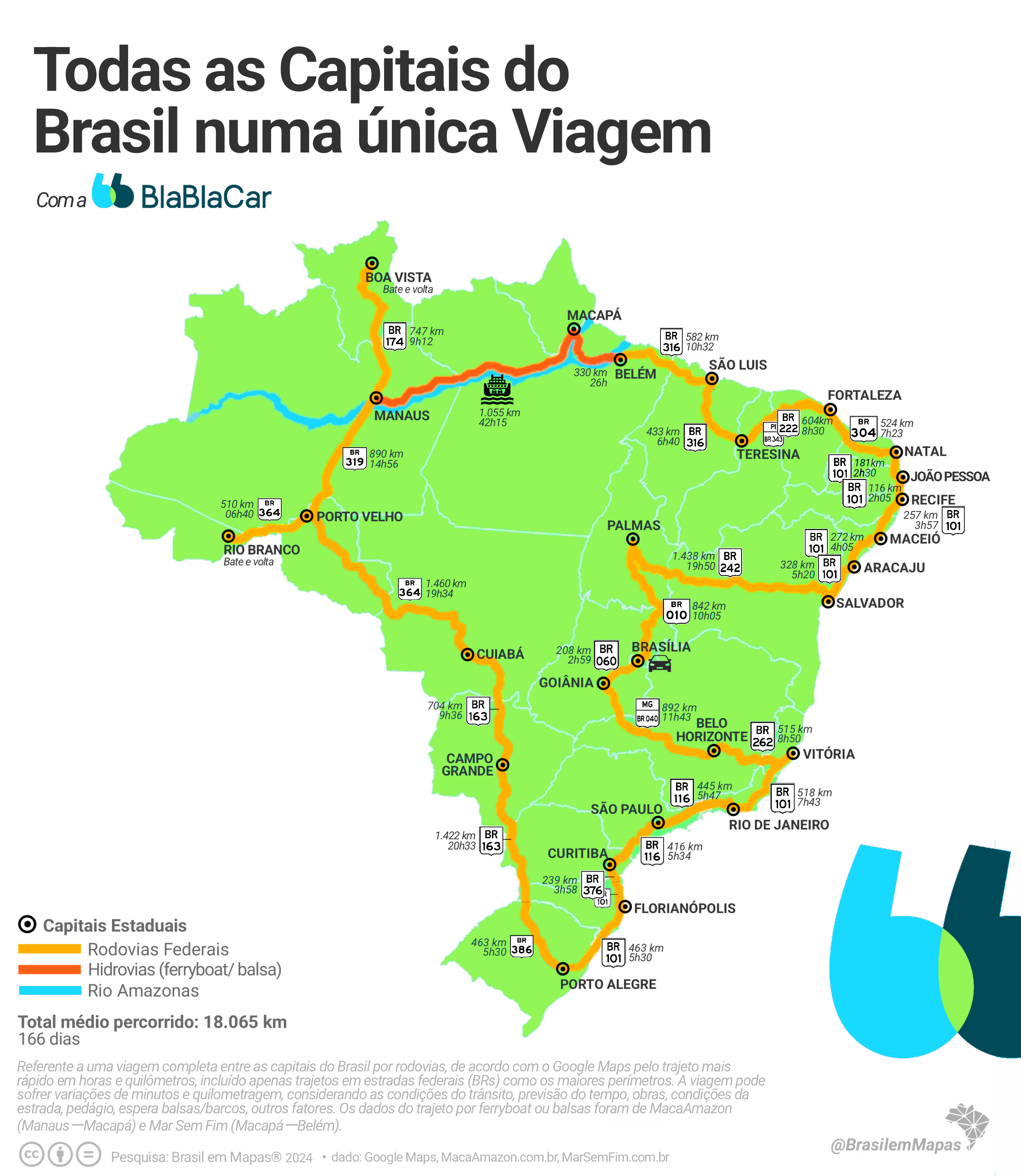
Mapa de divulgação de viagem rodoviária por todas as capitais do Brasil com BlablaCar

BlaBlaCar é uma plataforma de caronas de longa distância, sendo a maior a nível mundial. Criada em dezembro de 2003 por Frédéric Mazzella e fundada em 2006, a BlaBlaCar conecta motoristas e passageiros dispostos a viajar entre cidades e compartilhar o custo da viagem, com mais de 60 milhões de membros em 22 países.

## Modelo
O modelo de negócio visa viagens de longa distância, sendo voltado para motoristas que querem usar as vagas ociosas de seus carros em viagens que eles já realizariam de qualquer jeito. Os membros têm de se registrar e criar um perfil pessoal online interligado ao Facebook, que inclui as avaliações e um processo de verificação de identidade. O serviço é acessível via web, celular e também através de aplicações para iOS e Android.

## História
Mazzella teve a ideia em 2003, ao tentar viajar para casa para o Natal. Naquela época, ele observou muitos carros com vagas disponíveis, mas que não podiam ser compartilhadas com facilidade. Em 2008, os fundadores lançaram a "comunidade web 2.0 Covoiturage.fr", descrito como "um serviço de reservas via Facebook."

### Financiamento
Inicialmente auto financiada, em 2011 a empresa arrecadou 1,2 milhões de euros de um fundo de capital de risco francês, e no mesmo ano recebeu investimento de 10 milhões de dólares da Accel, além de adquirir um serviço de caronas na Itália. Em 2014, a empresa arrecadou mais 100 milhões de dólares de investidores, incluindo a Accel e o Index Ventures. Em 2015, a empresa arrecadou mais 200 milhões, principalmente do Insight Venture Partners, pondo o valor da companhia em 1,6 bilhões de dólares.

### Expansão internacional
- Em 2009 inicia as atividades na Espanha;[18]
- Em 2011 é lançado no Reino Unido, em junho;[19]
- Em 2012 chega aos Países Baixos, Luxemburgo, Bélgica, Polônia e Portugal, em outubro;[20]
- Em 2012 adquire o PostoinAuto.ele, iniciando assim as atividades na Itália, em março;[21]
- Em 2013 estreia na Alemanha, em abril;[22]
- Em 2014 expande à Ucrânia e à Rússia, através da aquisição de Podorozhniki, em junho;[23][24]

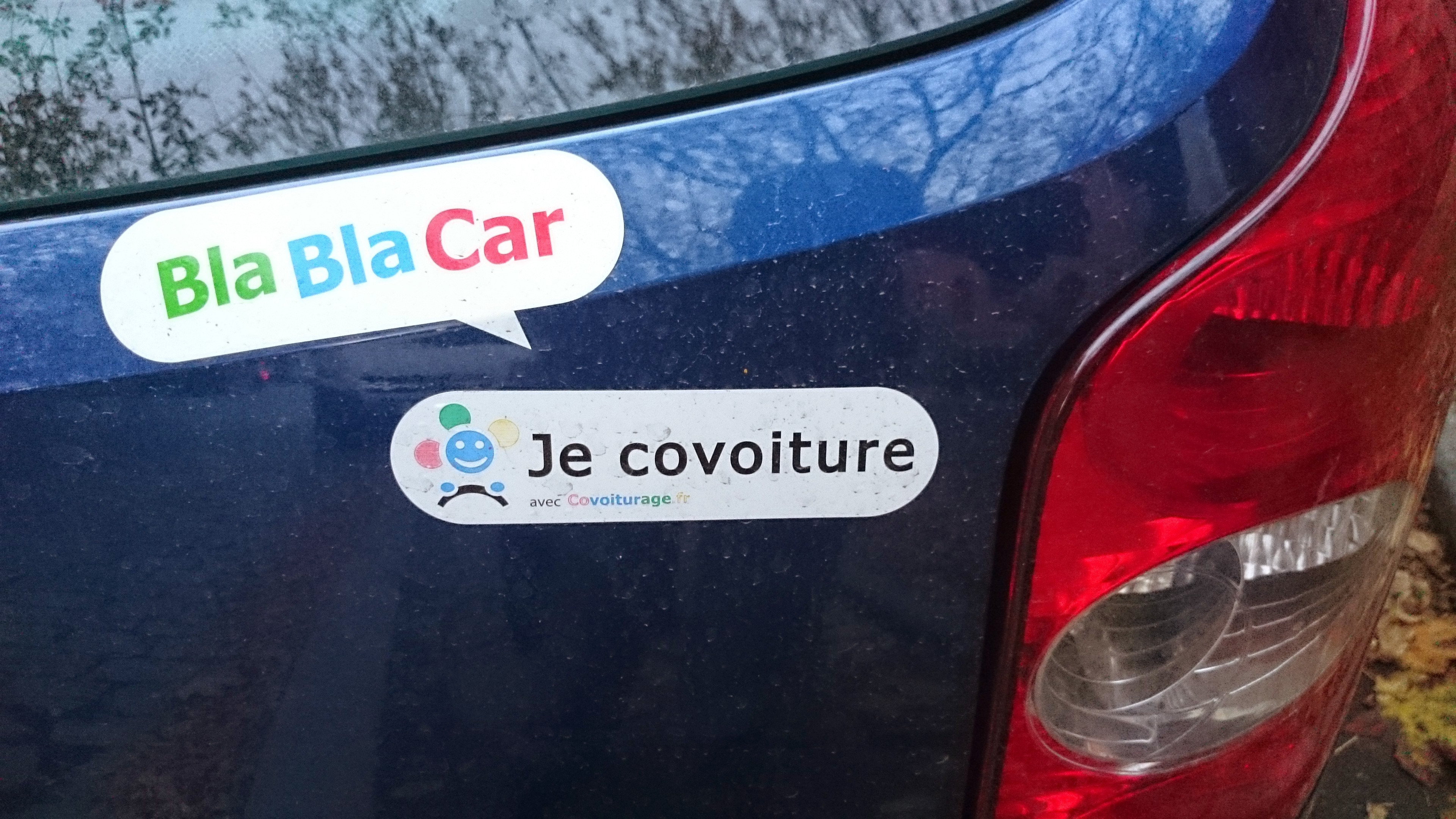
Adesivo da BlaBlaCar em um carro francês

- Adesivo da BlaBlaCar em um carro francêsEm 2014 lança na Turquia, em setembro;[25]
- Em 2015, inicia a atividade na Índia, em janeiro;[26]
- Em 2015, estreia no México pela compra de Aventones, em abril;[27]
- Em 2015, expande à Hungria, Croácia, Romênia, e Sérvia, através da aquisição do AutoHop;[28]
- Em 2015 adquire o Carpooling.com, em abril;[29]
- Em 2015 inicia as atividades no Brasil;[9][30]
- Em 2016 expande para a República Checa e à Eslováquia;[31]
- Em 2017 lança o BlaBlaLines, para caronas diárias de curta distância, na França.[32]

## Recepção crítica
BlaBlaCar foi premiada com mais de 50 prêmios e menções honrosas, desde a sua criação, incluindo, mais recentemente, um prêmio especial do Le Figaro para o "Melhor lugar para se trabalhar: diversão e desempenho" de acordo com o INSEAD, Escola de Negócios. A plataforma fez sucesso na Europa, em especial na Espanha, mas enfrenta lá uma batalha judicial com um sindicato de empresas de transporte de ônibus devido a concorrência com estas.

## Ler mais
- "O capitalismo está abrindo caminho para a idade da graça" artigo do Guardian por Jeremy Rifkin
- "Definir A Partilha de Economia: o Que É Consumo Colaborativo—E o Que não é?" Rachel Botsman
- "Interrompeu o transporte vai funcionar melhor para nós, no final," por Robin Chase
- Economia colaborativa Favo de mel v2.0 Criado por Jeremiah Owyang